# Hafrsfjord
Hafrsfjord er en fjord i Rogaland fylke i Norge, beliggende mellem Sola og Stavanger kommuner.

## Navnet
Første led regnes for at komme af norrønt hafr (= gedebuk), benyttet om et farligt skær lige ved fjordens indløb. Fjorden har da fået navn efter det skær, som i dag kaldes Præsteskær, men kan have heddet Hafr i norrøn tid. Den gammeldags stavemåde, der i dag benyttes, kan have sammenhæng med den historiske hændelse her, søslaget i 872.

## Forsvarsværket
Der er flere øer i Hafrsfjord, hvoraf særlig halvøen Ytraberget er af historisk interesse. Der er rester efter fem bygdeborge omkring Hafrsfjord: På Haga vest for fjorden; på Røyneberg og Ytraberget øst for fjorden; ved Hålandsvandet i Kvernevik, og to lidt tilbagetrukket, oppe på Jåttånuten og Gausel. Hafrsfjorden fremstår derved som et centrum for en militær organisation, især fordi der fra 400-tallet er en påfaldende overtallighed af bådhuse i forhold til folketallet. Her findes en af landets største ansamlinger af bådhuse. Arkæologen Oliver Grimm påpeger, at 14 rester efter 20-40 meter lange bygninger i dette område er enestående for 400-tallets Norge. Der har sikkert været flere bådhuse, som i dag er forsvundet. Indsejlingen til fjorden minder om indsejlingen til Roskilde, hvor man har fundet vikingeskibe fra 1000-tallet sænket i Peberrenden ved Skuldelev for at spærre indsejlingen for fjendens flåde.

## Søslaget
I år 872 stod slaget i Hafrsfjord her, hvorved Harald Hårfagre samlede Norge til et rige. Slaget blev afgjort på bygdeborgen på Ytraberget. Ved Møllebukten står til minde om slaget bronzemonumentet Sverd i fjell fra 1983 udført af billedhuggeren Fritz Røed. Nordmænd regner stadig Hafrsfjord som det fælles ophavssted, det første store ikon, som præsten Jonas Dahl udtrykte det i 1880'erne: "Norges hellige sagafjord." Historikere som Ernst Sars mente, at hvis Hårfagre ikke havde vundet slaget i Hafrsfjord, havde Norge i dag været en del af Sverige eller Danmark.